# Tom Wachtmeister
Thomas Axel Wilhelm "Tom" Wachtmeister, född 23 oktober 1931 i Stockholm, död 18 juni 2011 i Djursholm, var en svensk greve och företagsledare.

## Biografi
Wachtmeister var son till greve Shering "Ted" Wachtmeister och Adrienne De Geer. Han var sonson till Fredrik Wachtmeister och bror till Ian Wachtmeister samt halvbror till Nils Wachtmeister. Wachtmeister reservofficersutbildades inom kavalleriet. Han diplomerades från Handelshögskolan i Stockholm 1956 och genomförde praktik i USA 1956–1959. Wachtmeister tog anställning vid Atlas Copco AB 1959 och var verkställande direktör och koncernchef 1975–1991. Han var vice ordförande från 1991. Som VD för Atlas Copco decentraliserade han organisationen ytterligare och delade upp den i tre affärsområden och divisioner med ansvar för forskning och utveckling, produktion och marknadsföring. Kundsegmentet tillverknings- och processindustri blev mer i fokus.
Han var förste hovmarskalk och chef för H.M. Konungens Hovförvaltning 1973–1975. Wachtmeister var ordförande för Sveriges allmänna exportförening, Skattebetalarnas förening, The British-Swedish Chamber of Commerce och Sweden China Trade Council. Han var styrelseledamot i Astra, Export-lnvest AB, Saab-Scania AB, Skandinaviska Enskilda Banken, Hasselfors, Investor, STORA, Industriförbundet och Föreningen för svenskar i världen, Konsortiet österleden (ordförande), SILA, ABA och Svenska Dagbladet.
Wachtmeister var under 17 år generalguvernör i Timmermansorden. Det uppdraget lämnade han i april 2009 och efterträddes av sin svärson, friherre Johan Löwen.
Han gifte sig 1956 med Aurore von Essen (född 1936). Wachtmeister är begravd på Bärbo kyrkogård.

## Utmärkelser
- Kommendör med stora korset av Nordstjärneorden, 30 december 1974.[8]
- Storkors av Isländska falkorden, 10 juni 1975.[9]